# Liste der Biografien/Schwaa
Liste der Biografien |
Portal Biografien |
Personensuche
# |
A |
B |
C |
D |
E |
F |
G |
H |
I |
J |
K |
L |
M |
N |
O |
P |
Q |
R |
S |
T |
U |
V |
W |
X |
Y |
Z |
?
 
Sa |
Sb |
Sc |
Sd |
Se |
Sf |
Sg |
Sh |
Si |
Sj |
Sk |
Sl |
Sm |
Sn |
So |
Sp |
Sq |
Sr |
Ss |
St |
Su |
Sv |
Sw |
Sy |
Sz
 
Sca–Sce |
Sch |
Sci–Scz
 
Scha |
Schc |
Schd |
Sche |
Schg |
Schi |
Schj |
Schk |
Schl |
Schm |
Schn |
Scho |
Schp |
Schr |
Schs |
Scht |
Schu |
Schv |
Schw |
Schy
 
Schwa |
Schwe |
Schwi |
Schwo |
Schwu |
Schwy
 
Schwaa |
Schwab |
Schwac |
Schwad |
Schwae |
Schwag |
Schwah |
Schwai |
Schwak |
Schwal |
Schwam |
Schwan |
Schwap |
Schwar |
Schwas |
Schwat |
Schwau |
Schwaz
Die Liste der Biografien führt alle Personen auf, die in der deutschsprachigen Wikipedia einen Artikel haben. Dieses ist eine Teilliste mit 12 Einträgen von Personen, deren Namen mit den Buchstaben „Schwaa“ beginnt.

## Schwaa

### Schwaab
- Schwaab, Daniel (* 1988), deutscher FußballspielerDaniel Schwaab (* 1988)

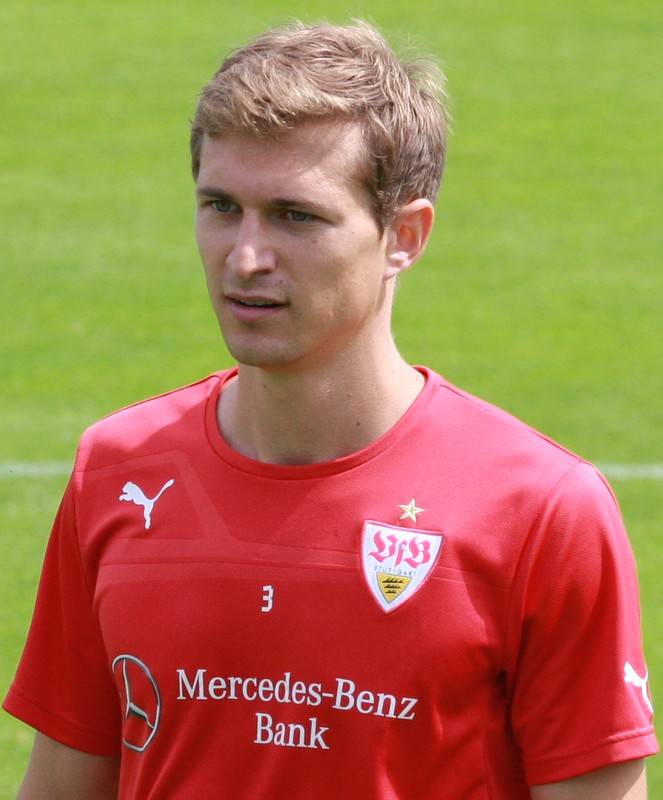
Daniel Schwaab (* 1988)

- Schwaab, Jean Christophe (* 1979), Schweizer Politiker (SP)
- Schwaab, Judith (* 1960), deutsche literarische Übersetzerin und Verlagslektorin
- Schwaab, Kathi (* 1972), deutsche Biathletin
- Schwaab, Markus-Oliver (* 1964), deutscher Ökonom

### Schwaac
- Schwaack, Patrick (* 1981), deutscher Volleyballspieler

### Schwaan
- Schwaan, Erich Philipp von († 1738), kurfürstlich braunschweig-lüneburgischer Generalmajor

### Schwaar
- Schwaar, Falk (* 1971), deutscher Nordischer Kombinierer
- Schwaar, Hans (1870–1946), Ministerialbeamter in Mecklenburg
- Schwaar, Hans Ulrich (1920–2014), Schweizer Lehrer, Schriftsteller, Kunstsammler und Gründer der Stiftung Hans Ulrich Schwaar
- Schwaar, Peter (* 1947), Schweizer literarischer Übersetzer
- Schwaarz, Heidrun (1943–2006), deutsche Tänzerin, Choreografin und Ballettmeisterin